# 婚后礼
婚后礼是指東亞傳統婚禮，新人行對席禮結為夫婦後，新人及其双方家庭仍须完成一系列礼数仪式；于其完成之后，所有婚礼仪式方能算正式结束。

## 東亞各地通行之婚後禮

### 婦見舅姑
妇见舅姑是確立新娘成為男家成員的一項重要通過儀禮。新娘必先經過見公婆禮後，才正式成為男家媳婦。實際儀式因應時代、地域以及個別家庭做法而有所差異。

### 庙见
庙见礼是指从婚礼次日至婚后三个月左右的这段时间里，夫家择一日，率新娘至宗庙祭告祖先，以表示该妇从此正式成为夫家成员。庙见完成时也是作为洞房的东屋恢复原样，新人按其在家中的地位由洞房迁入住宅中所相应的房间的最迟之时。庙见时选择的祭祖日多为中国传统节日中的四大(除夕、清明、重阳、中元节与盂兰盆节)或四小(上巳节、下元节、寒衣节、冬至)祭祖日中的一日。

### 回門
中国传统婚俗中婚后新人到女家登门拜礼、谢亲的习俗叫作“回门”或拜門。拜门一般与婚后三、七或九日进行。

## 中國特有習俗
- 试厨：又称试鼎。[5]中国各地中式传统婚礼的婚后礼中均有试厨仪式，[6]大都在婚后第二天。新娘下厨做饭烹菜，以示厨艺。[7]菜品为当地流行的菜品，一般北方为面食，[8]南方为菜。北方试厨制作面食时，有时并不需要做成成品，例如新娘擀饺子皮，婆婆和姑嫂在旁包，新娘一个人擀皮能供上四五个人包，试厨就可以通过。[8]但也有很多地区对新娘试厨的要求从严，例如以面食为主食的部分地区对面条的擀制有相当高的要求，要求其擀得薄如纸，切得细长如线。新娘试厨时须亲自擀面做面条给全家人吃；这样一则可以测试出新娘的厨艺，另则全家人共同吃这种长面，一方面求将来能全家和睦，另一方面也祝愿小两口能长命百岁，福寿绵长。[9]

- 掸床：掸床为婚宴后第二天新娘捧着娘家陪送的喜果，到公婆床前请安，敬奉喜果，为公婆铺床理被，俗称“掸床”。如果公公尚有父母及弱弟，新娘亦须一一敬喜果、掸床。此风日趋简淡，大约新娘只需载果请安，长辈说声“来到就是”即可，无须当真掸床。[10]此俗反映了和象征中华文化中儿媳尽孝道之传统。
- 开箱礼：开箱礼是在婚后第二天，新娘从其嫁妆箱中取出各种剪纸、女红，众人观赏新娘婚前亲手剪镂、绣制的剪纸妆奁花、绣品等女红礼品，评论新娘的心灵手巧。[11]在中国剪纸八大流派的发源地秦、晋、冀、鲁、江、浙、闽、粤八省，许多地方会测试新娘的剪纸手艺。[11]满族也有此婚俗礼仪，但不展示剪纸，只是新娘的针线活，不称开箱而称散箱。[12]
- 试针：中国各地有些地方至今还保留着中式婚礼传统婚后礼中试针的古老习俗，但不及试厨广泛。因为行开箱礼时，新娘嫁妆箱中各种剪纸、女红均为早已做好的成品，新媳妇还需进一步测试。试针即当众试一试新娘的针线活，一般于婚后第三天开始。从裁剪到缝制，新娘须独立操作，所制衣物因地而异，如在宁德，新媳妇婆婆做一条古式大腰裤。[13]
- 餪女：自唐宋以降，女子出嫁后，娘家到女婿家给女儿送食物的习俗称为餪女。[14][15]此俗现依然流行于中国很多地区。因女子初到夫家，一切尚不能完全适应，甚至有害怕心理，对夫家的食物也不一定完全接受。父母的为了增进女儿生活上的安全感，在新婚之后三日，女家会派人送食物馈女。[16][17]餪女又称暖女，[18]馂女。[19]西北地区称此一习俗为下面礼。[8]中国部分地区有趁餪女时宴请新娘亲属至男方家中，聊家常以联络、增进感情之俗，而被邀请的女方亲属均是今后新娘产子后摆满月酒所需邀请的女方宾客，趁餪女时再次熟悉新郎家地址，以便他(她)们日后赴满月宴时认得路。[20]
- 守亲：中国传统风俗认为婚后新婚夫妇的房间，一个月不能空房，[21][22][23]所以把夫妇在新婚后的第一个月内时常厮守在新房里称为“守亲”。[24]后来也把两个人经常厮守在一起称为“守亲”。[25]这种风俗在现今中国北方如华东一带仍然流行，婚后头一个月新人必须每晚在洞房内过夜。归宁时也须当日赶回，不在娘家过夜。[26]在中国绝大部分地区，守亲结束时也是作为洞房的东屋恢复原样，新人按其在家中的地位由洞房迁入住宅中所相应的房间之时。例如按封建礼教规定的长幼尊卑教之传统，四合院中长辈住北房（上房），长子住东厢房，次子住西厢房，佣人住倒座房，未婚女儿及女眷住后罩房；若结婚的是次子，守亲结束时次子次媳则须迁回西厢房，长子长媳迁回东厢房。即使在其余守亲结束时，新人尚不由洞房迁入住宅中所相应的房间之少数地区，喜联也须于此时摘下。[27]
- 会亲：会亲也称为瞧亲，[28]即新郎会见女方亲族的仪式，各地风俗不一，时间地点也不一样。绝大多数均在新婚夫妇回门时举行，偶尔也有例外，在男方家宴请女方家属的。
- 谢媒：谢媒即答谢媒人。各地风俗不一，时间、地点和礼数也不尽相同，但有一点是各地一样的：即媒婆也亲自担任婚礼上的迎亲婆时，谢媒则于婚宴结束时习上答谢。媒婆不亲自担任婚礼上的迎亲婆时，即可于婚后第二天答谢，也可于会亲后答谢。即可等媒婆婚后自动上门拜访来道喜时送礼，[28]也可邀媒婆来吃专门的谢媒宴。礼金一般由男方出，[28]也有男女双方都出的。[29]
- 造子孙林：造子孙林乃一古老的中国传统婚姻礼仪，即婚时植树造林，以供新婚夫妇日后生活，赡养老人和为老人送终之需。[30]此礼含造福子孙之意，可依时令在婚礼上或婚礼后择日举行，[30]其树种多为当地乡土树种。例如在安溪，新人须在茶园交换茶苗，共植同心树。[31]此礼现时在中国大陆多在举行中式集体婚礼时进行。[32][33][34][35][36]
- 住对月：住对月为婚后满一个月，新娘须回娘家住够一个月才返回婆家的习俗。[9][37][38]住对月原是根据中国养生学为保护新人的习俗：新婚燕尔，年轻的新人们往往会过度行房，造成身心透支，对健康不利。住对月让新人们暂时停歇，缓缓身心，以保健康。[38]
- 满月担：又称满月盘。[6]部分地区新娘住对月时女方父母先须给女婿挑“满月担”，即婚后满一个月，新娘回娘家之前，新娘父母送新婿一付担子，担中有四洋盆菜肴及寓意早生贵子的枣、花生、桂圆、莲子及“龙凤金团”四十八只；还有籐编针筐、剪刀、尺、针等，此后新娘方能回娘家住对月。[39]
  - 花笑票：富庶和中上人家行满月盘之礼时会提示送女婿礼券若干，金额不等，供婿家酬谢襄办婚事人员，俗谓“花笑票”。[6]
- 拜舅舅：一些地区，因舅舅地位尊贵，婚后新婚夫妇还需专程带上礼物，去男方的舅舅家认亲。[40]。根据不同地区的不同婚俗，婚礼之后去男方的舅舅家认亲的时限有早有晚，但一般均需于婚礼后三个月之内。

- 望夏：部分地区之婚俗礼仪中含有“望夏”之俗，为新婚后第一个夏季来临时，新人需带礼品去探望岳父母，以示孝心。[41]
- 添仓：部分地区之婚俗礼仪中含有新婚后的第一个新春正月，妻子娘家亲戚也需给男方送礼，此为“添仓”。也有部分地区于元宵节后行添仓礼的。旧时添仓时，新娘要提前几日回娘家，添仓之日再背粮食等物回夫家。[7]
- 追节：“追节”为新婚后第一个端阳节和重阳节，妻子娘家都要备礼去男家，乃传统中式婚礼的最后一道礼仪。行追节的地区在端阳节时，妻子娘家要为新人购置衣服一套及扇子、手帕、茶具等夏令所需之物。重阳节时妻子娘家要则要蒸两个分别填有枣、糖和肉、菜等馅的糕送给男家。糕上饰有花卉图案，男方接礼后，留一半，回赠娘家一半。[7]至此，传统中式婚礼才能算正式结束。